# Deusto Business School
Deusto Business School (DBS) es la escuela de negocios y economía de la Universidad de Deusto. Tiene tres campus:
- Deusto Business School (Bilbao)
- Deusto Business School (San Sebastián)
- Deusto Business School (Madrid)

## Historia
La Deusto Business School se fundó en 1916 con el nombre de Universidad Comercial de Deusto. Su edificio fundacional se encuentra en Bilbao, en el margen derecho de la Ría y fue construido por la Compañía de Jesús entre 2016 y 2021, por los arquitectos Calixto Emiliano Amann y José María de Basterra.
En 2009 se fusionó con la Escuela Superior de Técnicos de Empresas de San Sebastián (ESTE), que había sido fundada en 1956, pasando a denominarse Facultad de Ciencias Económicas y Empresariales, y en 2010 absorbió la escuela de negocios Deusto Business School, creada en 2008, adoptando su nombre.
En 2011 se abrió el campus de Madrid.
Ofrece titulaciones de grado y postgrado (tanto máster como doctorado).